# Epeorus lagunitas
Epeorus lagunitas är en dagsländeart som först beskrevs av Jay R. Traver 1935.  Epeorus lagunitas ingår i släktet Epeorus och familjen forsdagsländor. Inga underarter finns listade i Catalogue of Life.